# Entocythere mexicana
Entocythere mexicana är en kräftdjursart som beskrevs av Rioja 1943. Entocythere mexicana ingår i släktet Entocythere och familjen Entocytheridae. Inga underarter finns listade i Catalogue of Life.